# Nick Stacey

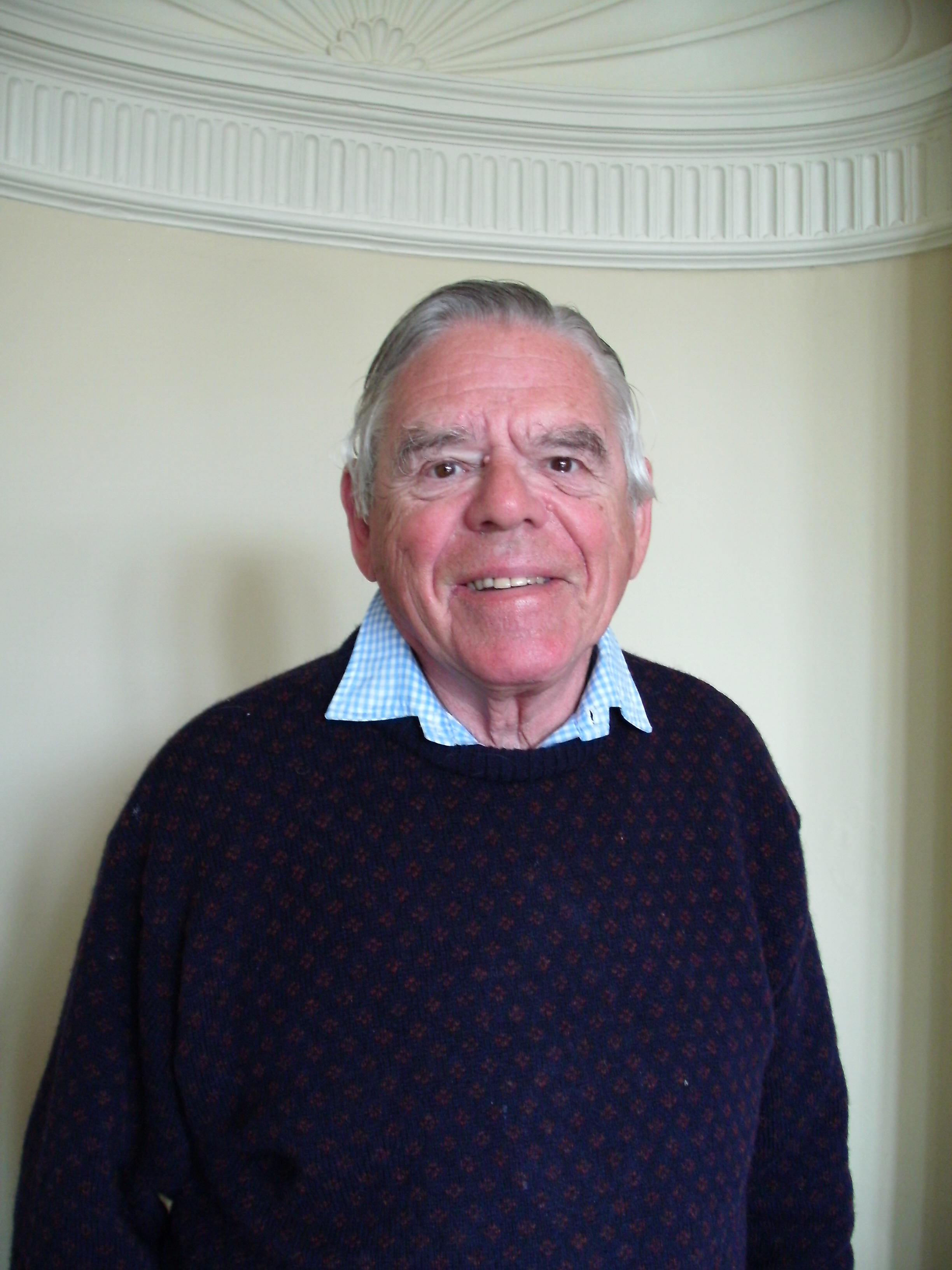
Reverend Nicolas Stacey

Nicolas David „Nick“ Stacey (* 27. November 1927 in London; † 8. Mai 2017 nahe Canterbury) war ein britischer Sprinter und Priester der Church of England.

## Leben
Nick Stacey gewann 1950 bei den British Empire Games in Auckland Silber mit der englischen 4-mal-110-Yards-Stafette. Über 220 Yards schied er im Halbfinale und über 100 Yards im Vorlauf aus.
Bei den Olympischen Spielen 1952 in Helsinki erreichte er über 200 m das Halbfinale und kam mit der britischen Mannschaft in der 4-mal-400-Meter-Staffel auf den fünften Platz.
1953 wurde er zum Priester der Church of England geweiht. Von 1971 bis 1974 leitete er den Sozialdienst im London Borough of Ealing, danach bis 1985 den Sozialdienst von Kent.

## Persönliche Bestzeiten
- 100 Yards: 9,9 s, 1949
- 100 m: 10,7 s, 1950
- 200 m: 21,79 s, 22. Juli 1952, Helsinki
- 400 m: 48,4 s, 1952

## Veröffentlichungen
- Who Cares. Blond, London 1971, ISBN 0-218-51147-7.